# فرانچسکو باتالیا (بازیکن فوتبال)
فرانچسکو باتالیا (انگلیسی: Francesco Battaglia؛ زادهٔ ۲۶ آوریل ۱۹۸۵) بازیکن فوتبال اهل ایتالیا است.
از باشگاه‌هایی که در آن بازی کرده‌است می‌توان به باشگاه فوتبال تورینو، باشگاه فوتبال کیه‌وو ورونا، باشگاه فوتبال اوپن، باشگاه فوتبال چیتادلا، باشگاه فوتبال ونتزیا، باشگاه فوتبال پرو ورچلی، و باشگاه فوتبال اسپال اشاره کرد.
وی همچنین در تیم‌های ملی فوتبال زیر ۱۶ سال ایتالیا، زیر ۱۷ سال ایتالیا، زیر ۱۸ سال ایتالیا، زیر ۱۹ سال ایتالیا، زیر ۲۰ سال ایتالیا، و Italy Lega Pro representative teams بازی کرده‌است.